# Tour de França de 1978
L'edició del Tour de França de 1978, 65a edició de la cursa francesa, es disputà entre el 29 de juny i el 23 de juliol de 1978, amb un recorregut de 3.914 km distribuïts en un pròleg i 22 etapes, 2 d'elles amb dos sectors.
En aquesta edició apareix una nova llegenda del ciclisme, el francès Bernard Hinault, que guanya el primer dels seus cinc Tours en la priemera participació en la cursa gal·la.
11 equips, amb 10 ciclistes cadascun, prenen la sortida de Leiden, als Països Baixos i sols una arriba amb tots els seus integrants a París. Novetats d'aquesta edició són la creació de bonificacions a les metes volants.
Durant el primer sector de la 12a etapa, entre Tarbes i Valença d'Agen, hi ha protesta per part dels ciclistes, queixosos pels horaris de sortida. Faran l'etapa a ritme lent i posen peu a terra a manca de 100 metres per l'arribada. L'etapa fou finalment anul·lada.
Un altre fet significatiu d'aquesta edició fou l'expulsió de la cursa de Michel Pollentier a l'etapa amb final a l'Aup d'Uès, quan havent aconseguit el mallot groc es descobreix que havia fet trampes al control antidopatge.

## Resultats

### Classificació general
| Classificació General                 | Classificació General | Classificació General | Classificació General |
| ------------------------------------- | --------------------- | --------------------- | --------------------- |
| 1.                                    | Bernard Hinault       | França                | 112h 03' 02"          |
| 2.                                    | Joop Zoetemelk        | Països Baixos         | + 3' 56"              |
| 3.                                    | Joaquim Agostinho     | Portugal              | + 6' 54"              |
| 4.                                    | Joseph Bruyère        | Bèlgica               | + 9' 04"              |
| 5.                                    | Christian Seznec      | França                | + 12' 50"             |
| 6.                                    | Paul Wellens          | Bèlgica               | + 14' 38"             |
| 7.                                    | Francisco Galdós      | Espanya               | + 17' 08"             |
| 8.                                    | Henk Lubberding       | Països Baixos         | + 17' 26"             |
| 9.                                    | Lucien van Impe       | Bèlgica               | + 21' 01"             |
| 10.                                   | Mariano Martínez      | França                | + 22' 58"             |
| 110 participats, 78 acabaren la cursa |                       |                       |                       |

### Gran Premi de la Muntanya
| 1r | Mariano Martínez | 187 pts |
| 2n | Bernard Hinault  | 176 pts |
| 3r | Joop Zoetemelk   | 155 pts |

### Classificació de la Regularitat
| 1r | Freddy Maertens   | 242 pts |
| 2n | Jacques Esclassan | 189 pts |
| 3r | Bernard Hinault   | 123 pts |

### Classificació per equips
| 1r | Miko-Mercier-Hutchinson |

### Altres classificacions
| Millor Jove | Henk Lubberding |

### Etapes
| Etapa   | Data         | Recorregut                                   | km         | Guanyador          | Líder              |
| Pròleg  | 29 de juny   | Leiden - Leiden                              | 5,2 (CRI)  | Jan Raas           | Jan Raas           |
| 1a (a)  | 30 de juny   | Leiden - Sint Willebrord                     | 135        | Jan Raas           | Jan Raas           |
| 1a (b)  | 30 de juny   | Sint Willebrord - Brussel·les                | 100        | Walter Planckaert  | Jan Raas           |
| 2a      | 1 de juliol  | Brussel·les - Saint-Amand-les-Eaux           | 299        | Jacques Esclassan  | Jan Raas           |
| 3a      | 2 de juliol  | Saint-Amand-les-Eaux - Saint-Germain-en-Laye | 243,5      | Klaus-Peter Thaler | Jacques Bossis     |
| 4a      | 3 de juliol  | Évreux - Caen                                | 153 (CRE)  | Ti-Raleigh         | Klaus-Peter Thaler |
| 5a      | 4 de juliol  | Caen - Mazé-Montgeoffroy                     | 244        | Freddy Maertens    | Klaus-Peter Thaler |
| 6a      | 5 de juliol  | Mazé-Montgeoffroy - Poitiers                 | 162        | Sean Kelly         | Gerrie Knetemann   |
| 7a      | 6 de juliol  | Poitiers - Bordeus                           | 242        | Freddy Maertens    | Gerrie Knetemann   |
| 8a      | 7 de juliol  | Saint-Émilion - Sainte-Foy-la-Grande         | 59,3 (CRI) | Bernard Hinault    | Joseph Bruyère     |
| 9a      | 8 de juliol  | Bordeus - Biarritz                           | 233        | Miguel María Lasa  | Joseph Bruyère     |
| 10a     | 10 de juliol | Biarritz - Pau                               | 191,5      | Henk Lubberding    | Joseph Bruyère     |
| 11a     | 11 de juliol | Pau - Saint-Lary-Soulan                      | 161        | Mariano Martínez   | Joseph Bruyère     |
| 12a (a) | 12 de juliol | Tarbes - Valença d'Agen                      | 158        | Etapa anul·lada    | Joseph Bruyère     |
| 12a (b) | 12 de juliol | Valença d'Agen - Tolosa                      | 96         | Jacques Esclassan  | Joseph Bruyère     |
| 13a     | 13 de juliol | Fijac - Super Besse                          | 221,5      | Paul Wellens       | Joseph Bruyère     |
| 14a     | 14 de juliol | Besse-en-Chandesse - Puy de Dôme             | 52,5 (CRI) | Joop Zoetemelk     | Joseph Bruyère     |
| 15a     | 15 de juliol | Saint-Dier-d'Auvergne - Saint-Étienne        | 196        | Bernard Hinault    | Joseph Bruyère     |
| 16a     | 16 de juliol | Saint-Étienne - L'Aup d'Uès                  | 240,5      | Hennie Kuiper      | Joop Zoetemelk     |
| 17a     | 18 de juliol | Grenoble - Morzine                           | 225        | Christian Seznec   | Joop Zoetemelk     |
| 18a     | 19 de juliol | Morzine - Lausana                            | 137,5      | Gerrie Knetemann   | Joop Zoetemelk     |
| 19a     | 20 de juliol | Lausana - Belfort                            | 181,5      | Marc Demeyer       | Joop Zoetemelk     |
| 20a     | 21 de juliol | Metz - Nancy                                 | 72 (CRI)   | Bernard Hinault    | Bernard Hinault    |
| 21a     | 22 de juliol | Épernay - Senlis (Oise)                      | 207,5      | Gerrie Knetemann   | Bernard Hinault    |
| 22a     | 23 de juliol | Saint-Germain-en-Laye - París                | 161,5      | Gerrie Knetemann   | Bernard Hinault    |